# Richard Carapaz
Richard Carapaz (El Carmelo, 1993. május 29. –) olimpiai bajnok ecuadori profi kerékpárversenyző, 2020 óta a Team Ineos csapatban versenyez  A 2019-es Giro d’Italia győztese.

## Pályafutása
Carapaz szülőföldjén, Carchi tartományban kezdte versenyzői karrierjét, de a legtöbb időt mégis a szomszédos Kolumbiában töltötte. 2013-ban a pán-amerikai bajnokságon az U23-as mezőnyversenyen tudott nyerni, majd két évvel később a junior kolumbiai körverseny győztese lett, amivel felhívta magára a Team Movistar tulajdonosának, Eusebio Unzué figyelmét. Ő szerette volna Carapazt kipróbálni Európában is, így a kontinentális Strongman–Campagnolo–Willier csapathoz szerződtette, majd 2017-ben bemutatkozhatott a Movistar csapatában is.
Első éve csendesre sikerült, az első profi győzelmére 2018-ig kellett várnia. Ekkor ugyanis megnyerte az asztúriai körverseny hegyi szakaszát, amivel bebiztosította az összetett győzelmét is. Elindult a Girón is, ahol a 8. szakaszon egy késői támadással meg tudta nyerni a szakaszt, ezzel ő lett az első ecuadori, aki valamelyik Grand Touron szakaszt nyert. A 19. sorsdöntő szakaszon Chris Froome mögött a második helyen érkezett meg, ezzel feljött az összetett 5. helyére, majd Pinot kiszállása után a negyedik helyen fejezte be az olasz körversenyt. 
A 2019-es szezonja hasonlóan indult, mint az előző, ismét meg tudta nyerni az asztúriai körversenyt. Ismét elindult a Girón, ezúttal Mikel Landa fő segítőjeként, ám a legtöbb esetben erősebbnek bizonyult nála. Meglepetésre megnyerte a negyedik szakaszt Caleb Ewan előtt, amelynek befutója ugyan enyhén emelkedett, mégis a sprintereknek kedvezett. A következő szakaszgyőzelmére a 14. szakaszig kellett várni, amikor is 28 kilométerrel a vége előtt támadott, majd több, mint egyperces előnnyel ért célba Simon Yates előtt és ezzel a győzelmében át is vette a vezetést az összetettben. Ezek után már semmi sem zökkentette ki, az utolsó időfutamot is jól teljesítette, ezzel megnyerte az összetettet, amivel az első ecuadori Grand Tour győztessé vált.

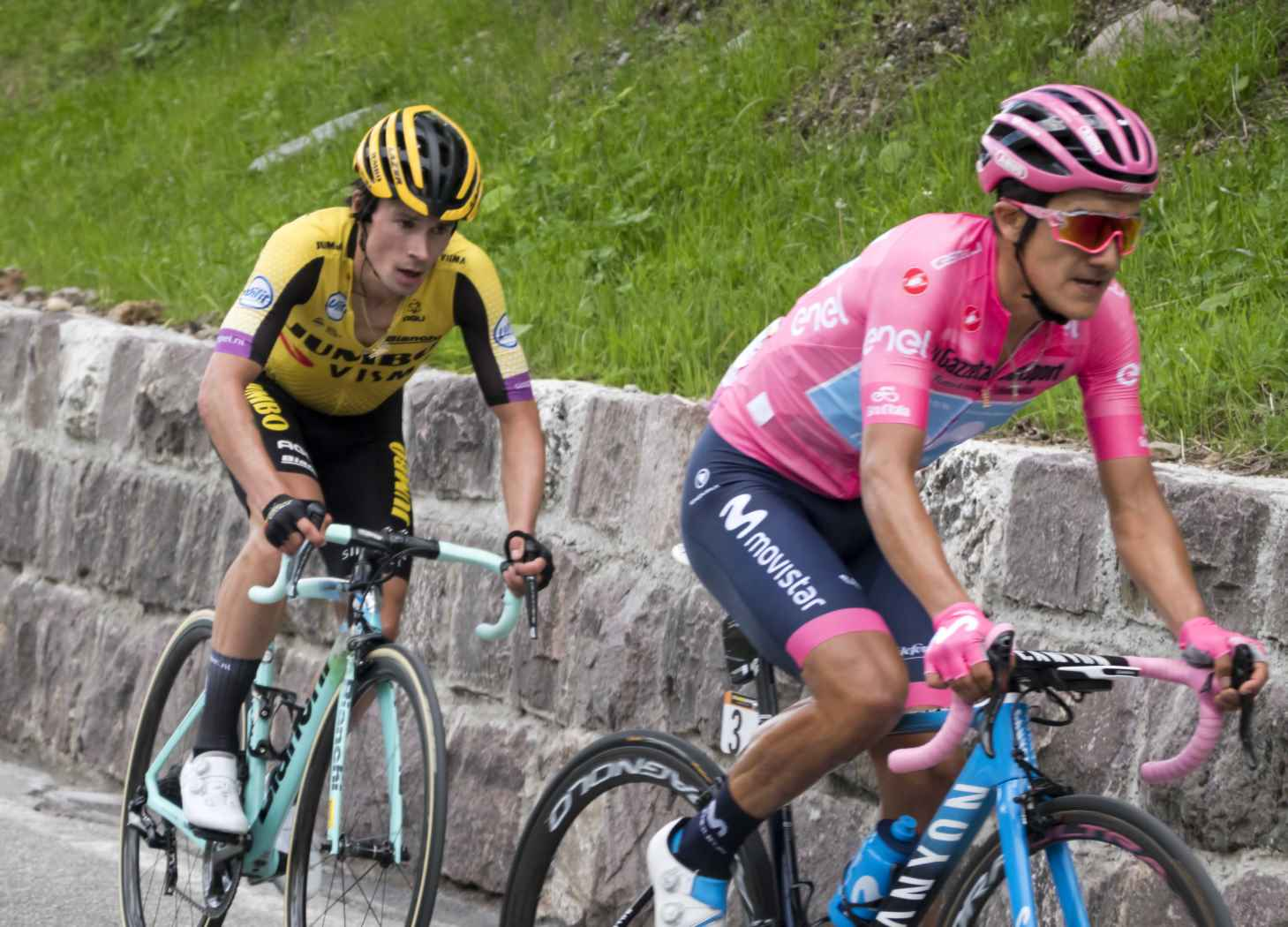
Carapaz a rózsaszín trikóban a 2019-es Girón

A 2020-as évre csapatot váltott és a Team Ineosban folytatta pályafutását. Egan Bernal segítőjeként részt vett a Tour de France-on, de mivel a kolumbiai időközben feladta a versenyt, Carapaz a szakaszgyőzelemben bízhatott. A 18. szakaszon csapattársával, Michał Kwiatkowskival együtt szöktek és értek haza, de a sikert átengedte lengyel csapattársának. Fő versenye a Vuelta volt, ahová az összetett egyik nagy esélyeseként érkezett.
A tokiói olimpia mezőnyversenyében aranyérmet szerzett, ezzel ő lett hazája második olimpiai bajnoka.

## Eredményei
| Grand Tour eredményei        |      |      |      |      |      |      |
| Grand Tour                   | 2017 | 2018 | 2019 | 2020 | 2021 | 2022 |
| Giro d’Italia                | –    | 4.   | 1.   | –    | –    | 2.   |
| Tour de France               | –    | –    | –    | 13.  | 3.   | –    |
| Vuelta a España              | 36.  | 18.  | –    | 2.   | Ki   | 14.  |
| Egyhetesek                   |      |      |      |      |      |      |
| Verseny                      | 2017 | 2018 | 2019 | 2020 | 2021 | 2022 |
| Párizs–Nizza                 | –    | 11   | –    | –    | –    | –    |
| Tirreno–Adriatico            | –    | –    | 20   | –    | –    | Ki   |
| Katalán körverseny           | –    | –    | 26   | ×    | 21.  | 2.   |
| Baszk körverseny             | –    | –    | –    | –    | –    | ×    |
| Tour de Romandie             | 38   | –    | –    | ×    | –    | –    |
| Critérium du Dauphiné Libéré | 44   | –    | –    | –    | –    | –    |
| Tour de Suisse               | –    | –    | –    | ×    | 1.   | –    |